# Birmingham Open
Birmingham Open, oficiálně Lexus Birmingham Open, je profesionální tenisový turnaj mužů a žen hraný v anglickém Birminghamu. Založen byl jako ženský turnaj v roce 1982 na okruhu WTA Tour. Dějištěm je Edgbaston Priory Club s otevřenými travnatými dvorci. Událost navázala na Midland Counties Championships probíhající v témže klubu mezi lety 1882–1977.
Od sezóny 2025 se jedná o smíšený turnaj na okruzích ATP Challenger Tour a WTA 125, když byla ženská událost degradována z okruhu WTA Tour a rozšířena o mužskou část. V červnovém termínu představuje přípravu na grandslamový Wimbledon.
V rámci anglické travnaté sezóny sdílejí Birmingham Open, Nottingham Open a Eastbourne Open společného titulárního partnera. V sezóně 2025 se jím stala výrobní divize Lexus z koncernu Toyota, která nahradila britského specialistu na penzijní připojištění Rothesay. Do dvouher nastupuje třicet dva singlistů a čtyřher se účastní šestnáct párů.

## Historie
Turnaj byl založen v roce 1982 v birminghamském Edgbaston Priory Clubu s otevřenými travnatými dvorci. Pohár pro vítězku dvouhry byl pojmenován „Maud Watson trophy“ na počest členky klubu Maud Watsonové, která se stala v letech 1884–1885 první vítězkou Wimbledonu.
Založení pod názvem Edgbaston Cup iniciovala členka oddílu a wimbledonská šampionka Ann Jonesová s podporou britského tenisového svazu Lawn Tennis Association. Po tenistce byl pak pojmenován centrální dvorec Ann Jones Centre Court.
Rekordní počet čtyř singlových titulů získala Američanka Pam Shriverová, která vyhrála ve čtyřech navazujících ročnících. Dalšími tenistkami, jimž se podařilo trofej obhájit se staly Billie Jean Kingová, Lori McNeilová, Maria Šarapovová a Petra Kvitová.

## Vývoj názvu turnaje

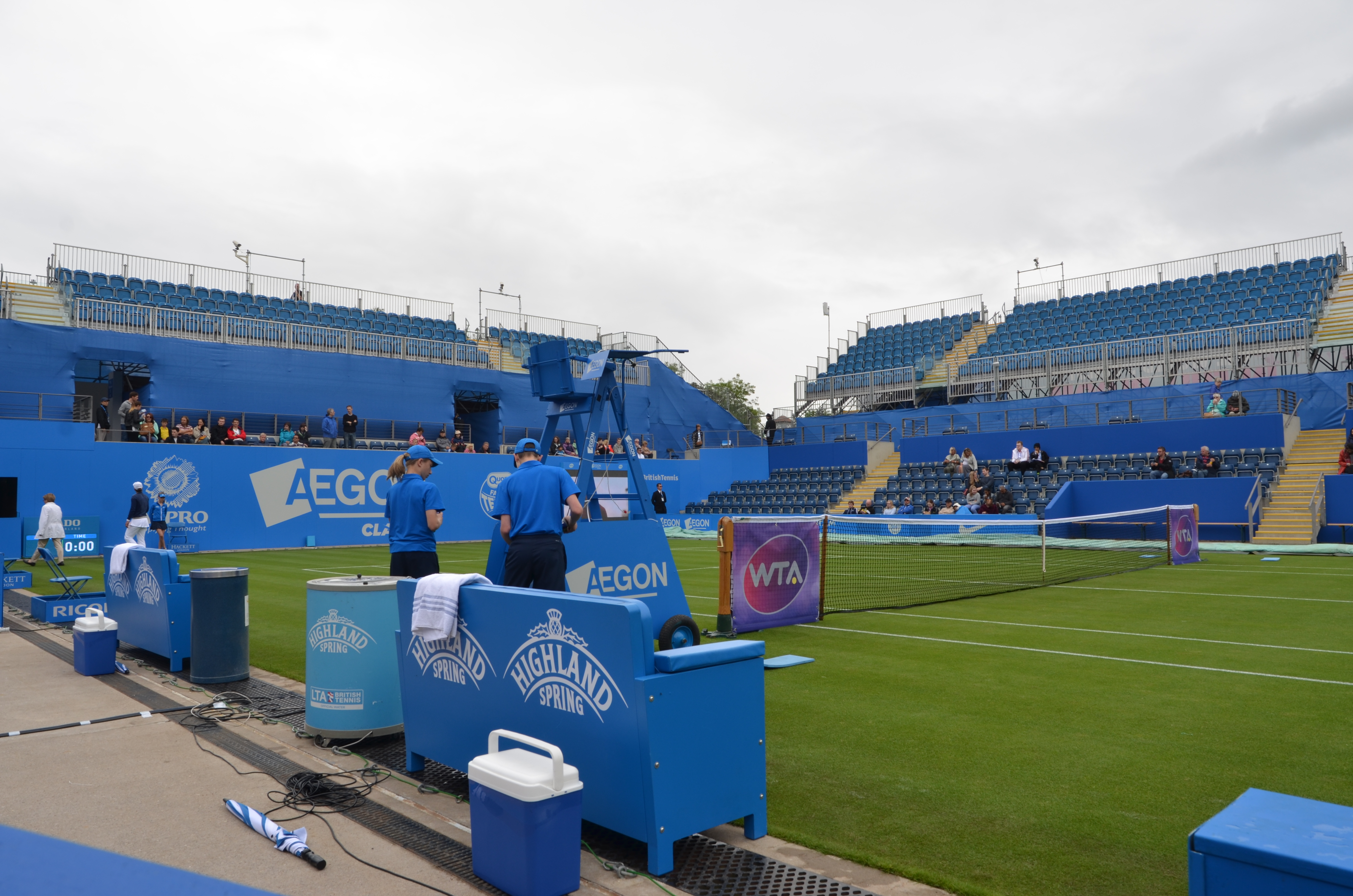
Centrkurt Ann Jonesové

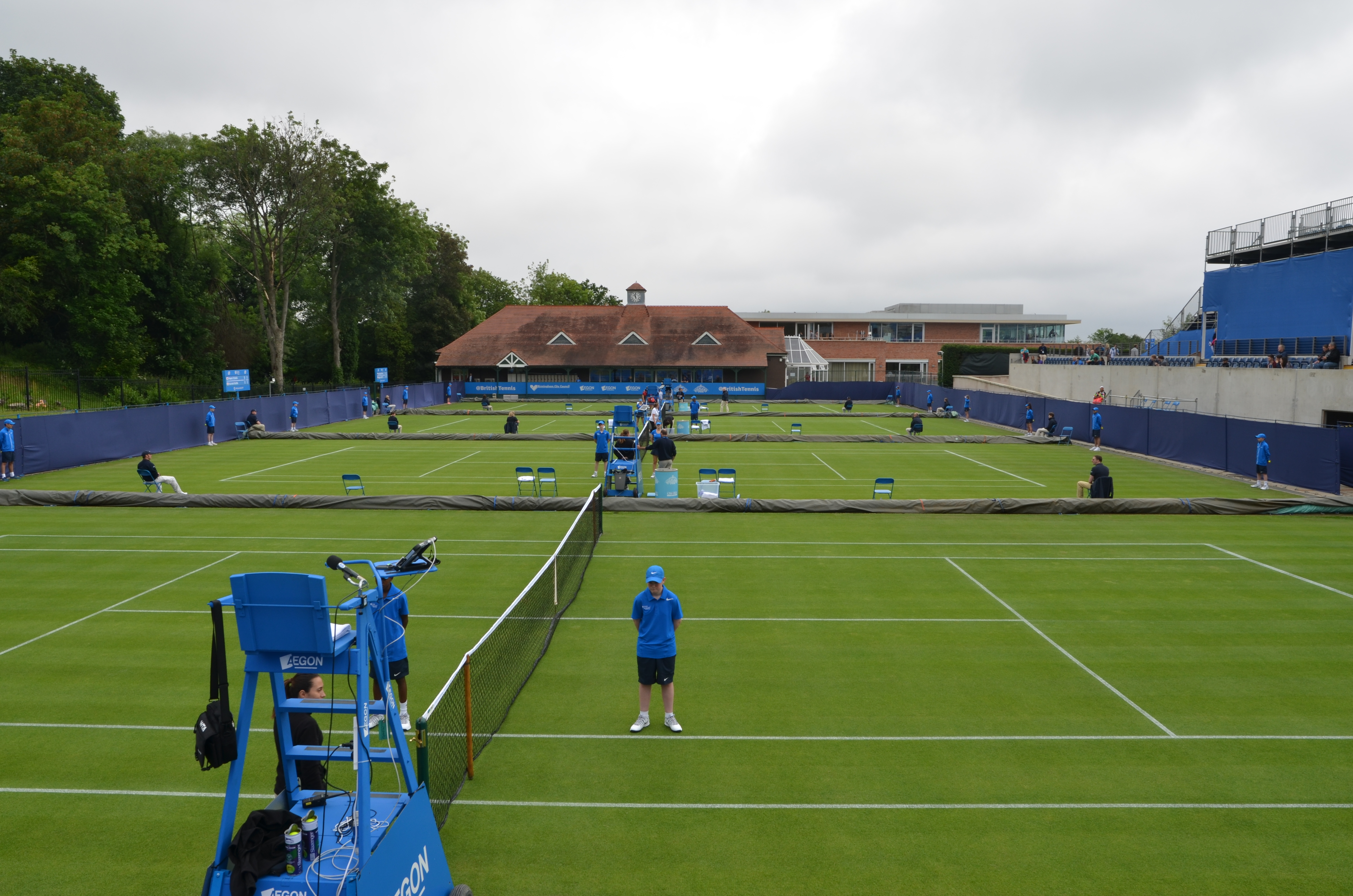
Dvoorce č. 1–4

- 1982–1986: Edgbaston Cup, název dle birmighamského předměstí Edgbaston[10]
- 1987–1988: Dow Chemical Classic, titulární partner Dow Chemical[10]
- 1989–1992: Dow Classic, titulární partner Dow Chemical[10]
- 1993–2008: DFS Classic, titulární partner DFS[10]
- 2009–2017: Aegon Classic, titulární partner skotská pojišťovna AEGON[10]
- 2018–2020: Nature Valley Classic, titulární partner americká potravinářská společnost Nature Valley[11]
- 2021: Viking Classic Birmingham, titulární partner turistická lodní společnosti Viking Cruises[12]
- 2022–2024: Rothesay Classic Birmingham, titulární partner britský specialista na penzijní připojištění Rothesay[6]
- 2025: Lexus Birmingham Open, titulární partner výrobní divize Lexus koncernu Toyota.[2][13]

## Přehled finále

### Mužská dvouhra
| Rok  | vítěz         | finalista    | výsledek |
| ---- | ------------- | ------------ | -------- |
| 2025 | Otto Virtanen | Colton Smith | 6–4, 6–4 |

### Ženská dvouhra
| Rok  | vítězka                           | finalistka                        | výsledek                          |
| ---- | --------------------------------- | --------------------------------- | --------------------------------- |
| 1982 | Billie Jean Kingová               | Rosalyn Fairbanková               | 6–2, 6–1                          |
| 1983 | Billie Jean Kingová (2)           | Alycia Moultonová                 | 6–0, 7–5                          |
| 1984 | Pam Shriverová                    | Anne Whiteová                     | 7–6, 6–3                          |
| 1985 | Pam Shriverová (2)                | Betsy Nagelsenová                 | 6–1, 6–0                          |
| 1986 | Pam Shriverová (3)                | Manuela Malejevová                | 6–2, 7–6                          |
| 1987 | Pam Shriverová (4)                | Larisa Savčenková                 | 4–6, 6–2, 6–2                     |
| 1988 | Claudia Kohde-Kilschová           | Pam Shriverová                    | 6–2, 6–1                          |
| 1989 | Martina Navrátilová               | Zina Garrisonová                  | 7–6, 6–3                          |
| 1990 | Zina Garrisonová                  | Helena Suková                     | 6–4, 6–1                          |
| 1991 | Martina Navrátilová (2)           | Nataša Zverevová                  | 6–4, 7–6(8–6)                     |
| 1992 | Brenda Schultzová                 | Jenny Byrneová                    | 6–2, 6–2                          |
| 1993 | Lori McNeilová                    | Zina Garrisonová                  | 6–4, 2–6, 6–3                     |
| 1994 | Lori McNeilová (2)                | Zina Garrisonová                  | 6–2, 6–2                          |
| 1995 | Zina Garrisonová (2)              | Lori McNeilová                    | 6–3, 6–3                          |
| 1996 | Meredith McGrathová               | Nathalie Tauziatová               | 2–6, 6–4, 6–4                     |
| 1997 | Nathalie Tauziatová               | Yayuk Basukiová                   | 2–6, 6–2, 6–2                     |
| 1998 | po čtvrtfinále zrušeno pro déšť   | po čtvrtfinále zrušeno pro déšť   | po čtvrtfinále zrušeno pro déšť   |
| 1999 | Julie Halard-Decugisová           | Nathalie Tauziatová               | 6–2, 3–6, 6–4                     |
| 2000 | Lisa Raymondová                   | Tamarine Tanasugarnová            | 6–2, 6–7(7–9), 6–4                |
| 2001 | Nathalie Tauziatová (2)           | Miriam Oremansová                 | 6–3, 7–5                          |
| 2002 | Jelena Dokićová                   | Anastasija Myskinová              | 6–2, 6–3                          |
| 2003 | Magdalena Malejevová              | Šinobu Asagoeová                  | 6–1, 6–4                          |
| 2004 | Maria Šarapovová                  | Taťána Golovinová                 | 4–6, 6–2, 6–1                     |
| 2005 | Maria Šarapovová (2)              | Jelena Jankovićová                | 6–2, 4–6, 6–1                     |
| 2006 | Věra Zvonarevová                  | Jamea Jacksonová                  | 7–6(14–12), 7–6(7–5)              |
| 2007 | Jelena Jankovićová                | Maria Šarapovová                  | 4–6, 6–3, 7–5                     |
| 2008 | Kateryna Bondarenková             | Yanina Wickmayerová               | 7–6(9–7), 3–6, 7–6(7–4)           |
| 2009 | Magdaléna Rybáriková              | Li Na                             | 6–0, 7–6(7–2)                     |
| 2010 | Li Na                             | Maria Šarapovová                  | 7–5, 6–1                          |
| 2011 | Sabine Lisická                    | Daniela Hantuchová                | 6–3, 6–2                          |
| 2012 | Melanie Oudinová                  | Jelena Jankovićová                | 6–4, 6–2                          |
| 2013 | Daniela Hantuchová                | Donna Vekićová                    | 7–6(7–5), 6–4                     |
| 2014 | Ana Ivanovićová                   | Barbora Záhlavová-Strýcová        | 6–3, 6–2                          |
| 2015 | Angelique Kerberová               | Karolína Plíšková                 | 6–7(5–7), 6–3, 7–6(7–4)           |
| 2016 | Madison Keysová                   | Barbora Strýcová                  | 6–3, 6–4                          |
| 2017 | Petra Kvitová                     | Ashleigh Bartyová                 | 4–6, 6–3, 6–2                     |
| 2018 | Petra Kvitová (2)                 | Magdaléna Rybáriková              | 4–6, 6–1, 6–2                     |
| 2019 | Ashleigh Bartyová                 | Julia Görgesová                   | 6–3, 7–5                          |
| 2020 | zrušeno kvůli pandemii koronaviru | zrušeno kvůli pandemii koronaviru | zrušeno kvůli pandemii koronaviru |
| 2021 | Ons Džabúrová                     | Darja Kasatkinová                 | 7–5, 6–4                          |
| 2022 | Beatriz Haddad Maiová             | Čang Šuaj                         | 5–4skreč                          |
| 2023 | Jeļena Ostapenková                | Barbora Krejčíková                | 7–6(10–8), 6–4                    |
| 2024 | Julia Putincevová                 | Ajla Tomljanovićová               | 6–1, 7–6(10–8)                    |
| 2025 | Greet Minnenová                   | Linda Fruhvirtová                 | 6–2, 6–1                          |

### Mužská čtyřhra
| Rok  | vítěz                           | finalista                  | výsledek         |
| ---- | ------------------------------- | -------------------------- | ---------------- |
| 2025 | Marcelo Demoliner Sadio Doumbia | Diego Hidalgo Patrik Trhac | 6–4, 3–6, [10–5] |

### Ženská čtyřhra
| Rok  | vítězky                                     | finalistky                                    | výsledek                          |
| ---- | ------------------------------------------- | --------------------------------------------- | --------------------------------- |
| 1982 | Jo Durieová Anne Hobbsová                   | Rosie Casalsová Wendy Turnbullová             | 6–3, 6–2                          |
| 1983 | Billie Jean Kingová Sharon Walshová         | Beverly Mouldová Elizabeth Sayersová          | 6–2, 6–4                          |
| 1984 | Leslie Allenová Anne Whiteová               | Barbara Jordanová Elizabeth Sayersová         | 7–6, 6–3                          |
| 1985 | Terry Holladayová Sharon Walsh-Peteová (2)  | Elise Burginová Alycia Moultonová             | 6–4, 5–7, 6–3                     |
| 1986 | Elise Burginová Rosalyn Fairbanková         | Elizabeth Smylieová Wendy Turnbullová         | 6–2, 6–4                          |
| 1987 | zrušeno pro déšť                            | zrušeno pro déšť                              | zrušeno pro déšť                  |
| 1988 | Larisa Savčenková Nataša Zverevová          | Leila Meschiová Světlana Parchomenková        | 6–4, 6–1                          |
| 1989 | Larisa Savčenková (2) Nataša Zverevová (2)  | Meredith McGrathová Pam Shriverová            | 7–5, 5–7, 6–0                     |
| 1990 | Larisa Savčenková (3) Nataša Zverevová (3)  | Gretchen Magersová Lise Gregoryová            | 3–6, 6–3, 6–3                     |
| 1991 | Nicole Provisová Elizabeth Smylieová        | Sandy Collinsová Elna Reinachová              | 6–3, 6–4                          |
| 1992 | Lori McNeilová Rennae Stubbsová             | Sandy Collinsová Elna Reinachová              | 5–7, 6–3, 8–6                     |
| 1993 | Lori McNeilová (2) Martina Navrátilová      | Pam Shriverová Elizabeth Smylieová            | 6–3, 6–4                          |
| 1994 | Zina Garrisonová Larisa Neilandová          | Catherine Barclayová Kerry-Anne Guseová       | 6–4, 6–4                          |
| 1995 | Manon Bollegrafová Rennae Stubbsová (2)     | Nicole Bradtkeová Kristine Radfordová         | 3–6, 6–4, 6–4                     |
| 1996 | Elizabeth Smylieová (2) Linda Wildová       | Lori McNeilová Nathalie Tauziatová            | 6–3, 3–6, 6–1                     |
| 1997 | Katrina Adamsová Larisa Neilandová (2)      | Nathalie Tauziatová Linda Wildová             | 6–2, 6–3                          |
| 1998 | Els Callensová Julie Halard-Decugisová      | Lisa Raymondová Rennae Stubbsová              | 2–6, 6–4, 6–4                     |
| 1999 | Corina Morariuová Larisa Neilandová (3)     | Alexandra Fusaiová Inés Gorrochateguiová      | 6–4, 6–4                          |
| 2000 | Rachel McQuillanová Lisa McSheová           | Cara Blacková Irina Seljutinová               | 6–3, 7–6(7–3)                     |
| 2001 | Cara Blacková Jelena Lichovcevová           | Kimberly Po-Messerliov Nathalie Tauziatová    | 6–1, 6–2                          |
| 2002 | Šinobu Asagoeová Els Callensová (2)         | Kimberly Po-Messerliová Nathalie Tauziatová   | 6–4, 6–3                          |
| 2003 | Els Callensová (3) Meilen Tuová             | Alicia Moliková Martina Navrátilová           | 7–5, 6–4                          |
| 2004 | Maria Kirilenková Maria Šarapovová          | Lisa McSheová Milagros Sequerová              | 6–2, 6–1                          |
| 2005 | Daniela Hantuchová Ai Sugijamová            | Eleni Daniilidou Jennifer Russellová          | 6–2, 6–3                          |
| 2006 | Jelena Jankovićová Li Na                    | Jill Craybasová Liezel Huberová               | 6–2, 6–4                          |
| 2007 | Čan Jung-žan Čuang Ťia-žung                 | Sun Tchien-tchien Meilen Tuová                | 7–6(7–3), 6–3                     |
| 2008 | Cara Blacková (2) Liezel Huberová           | Séverine Brémondová Virginia Ruano Pascualová | 6–2, 6–1                          |
| 2009 | Cara Blacková (3) Liezel Huberová (2)       | Raquel Kops-Jonesová Abigail Spearsová        | 6–1, 6–4                          |
| 2010 | Cara Blacková (4) Lisa Raymondová           | Liezel Huberová Bethanie Mattek-Sandsová      | 6–3, 3–2skreč                     |
| 2011 | Olga Govorcovová Alla Kudrjavcevová         | Sara Erraniová Roberta Vinciová               | 1–6, 6–1, [10–5]                  |
| 2012 | Tímea Babosová Sie Šu-wej                   | Liezel Huberová Lisa Raymondová               | 7–5, 6–7(2–7), [10–8]             |
| 2013 | Ashleigh Bartyová Casey Dellacquová         | Cara Blacková Marina Erakovicová              | 7–5, 6–4                          |
| 2014 | Raquel Kops-Jonesová Abigail Spearsová      | Ashleigh Bartyová Casey Dellacquová           | 7–6(7–1), 6–1                     |
| 2015 | Garbiñe Muguruzaová Carla Suárez Navarrová  | Andrea Hlaváčková Lucie Hradecká              | 6–4, 6–4                          |
| 2016 | Karolína Plíšková Barbora Strýcová          | Vania Kingová Alla Kudrjavcevová              | 6–3, 7–6(7–1)                     |
| 2017 | Ashleigh Bartyová (2) Casey Dellacquová (2) | Čan Chao-čching Čang Šuaj                     | 6–1, 2–6, [10–8]                  |
| 2018 | Tímea Babosová (2) Kristina Mladenovicová   | Elise Mertensová Demi Schuursová              | 4–6, 6–3, [10–8]                  |
| 2019 | Sie Šu-wej (2) Barbora Strýcová (2)         | Anna-Lena Grönefeldová Demi Schuursová        | 6–4, 6–7(4–7), [10–8]             |
| 2020 | zrušeno kvůli pandemii koronaviru           | zrušeno kvůli pandemii koronaviru             | zrušeno kvůli pandemii koronaviru |
| 2021 | Marie Bouzková Lucie Hradecká               | Ons Džabúrová Ellen Perezová                  | 6–4, 2–6, [10–8]                  |
| 2022 | Ljudmyla Kičenoková Jeļena Ostapenková      | Elise Mertensová Čang Šuaj                    | bez boje                          |
| 2023 | Marta Kosťuková Barbora Krejčíková          | Storm Hunterová Alycia Parksová               | 6–2, 7–6(9–7)                     |
| 2024 | Sie Šu-wej Elise Mertensová                 | Miju Katová Čang Šuaj                         | 6–1, 6–3                          |
| 2025 | Destanee Aiavová Cristina Bucșová           | Alicia Barnettová Elixane Lechemiová          | 6–4, 6–2                          |

## Galerie

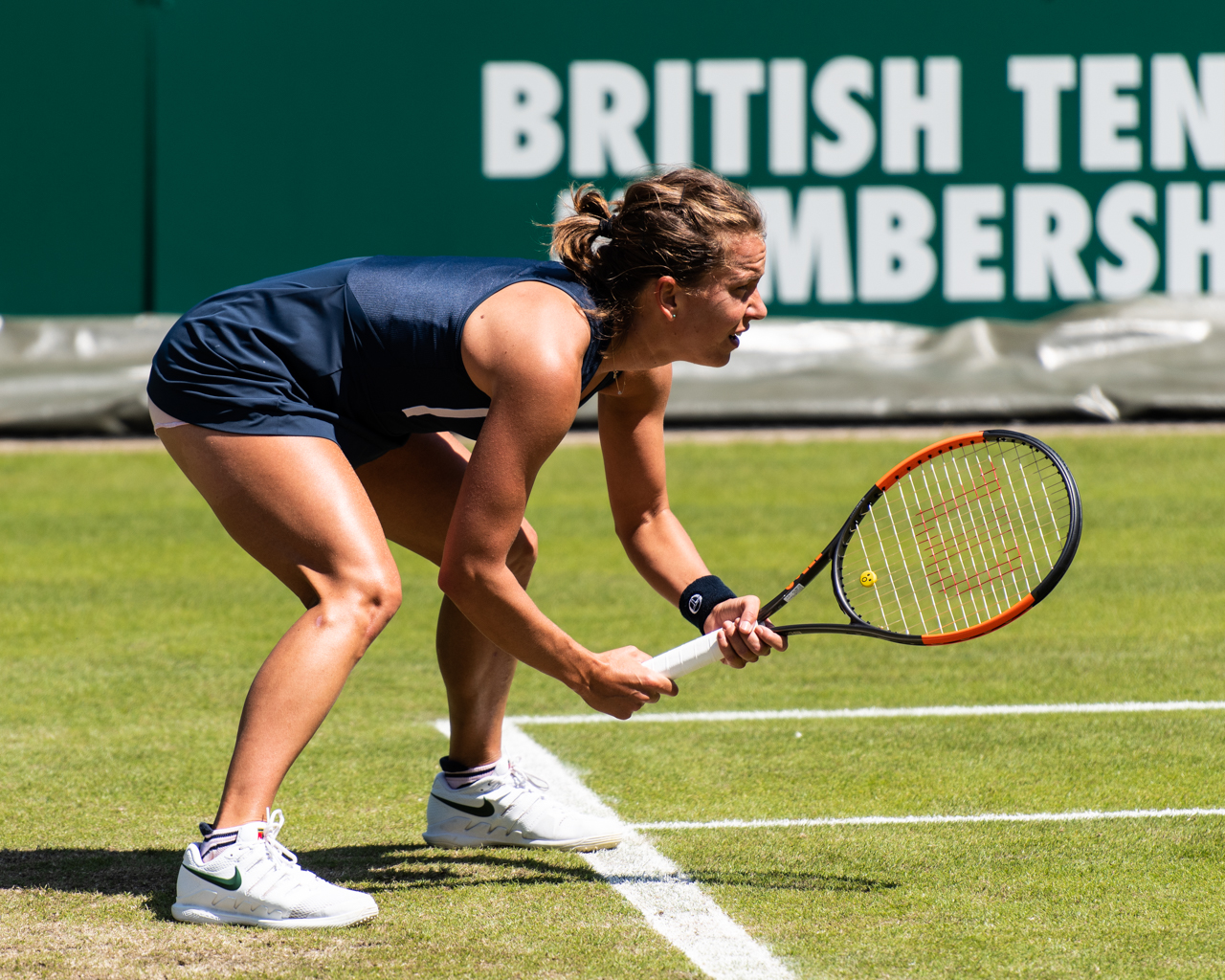
Barbora Strýcová
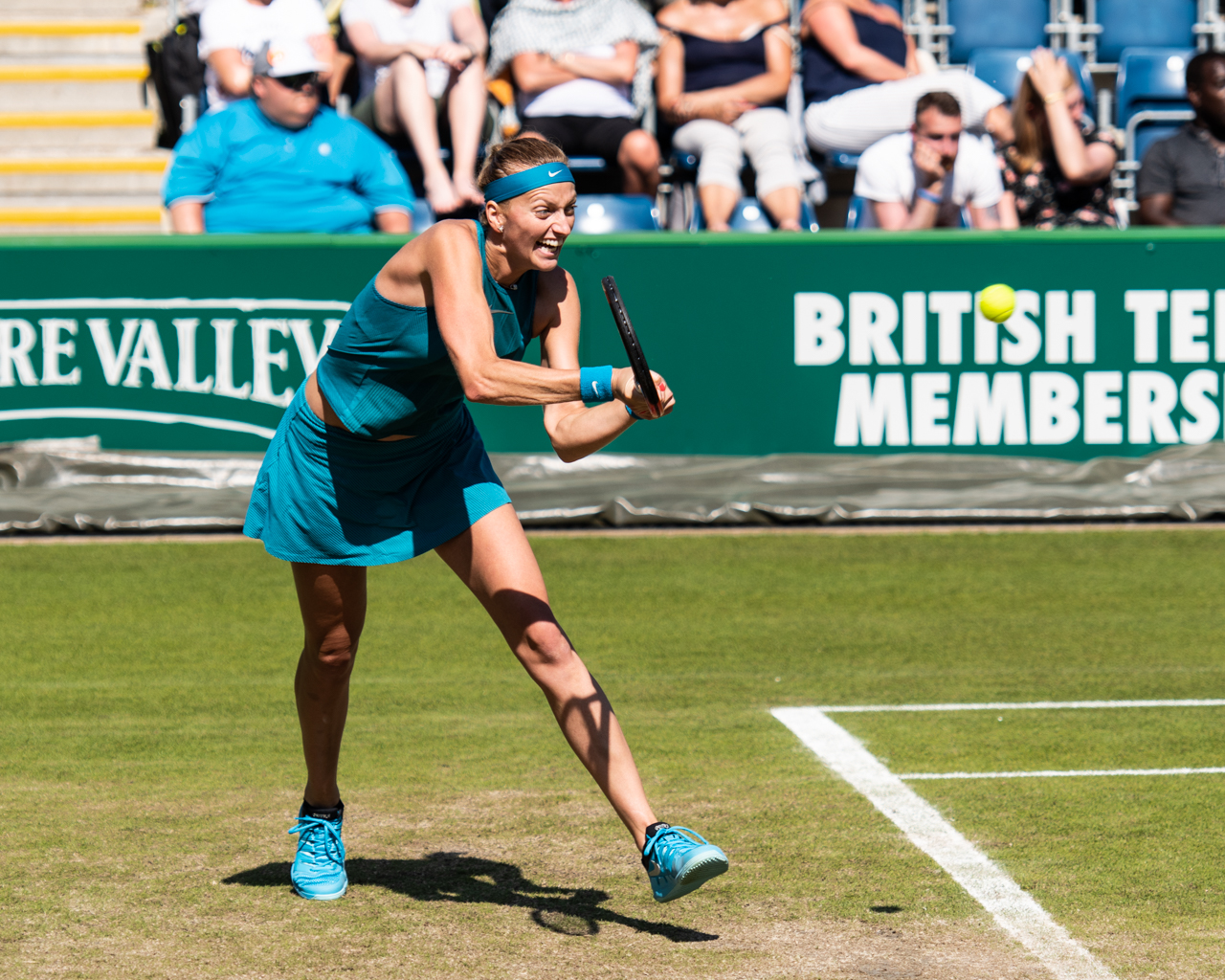
Petra Kvitová
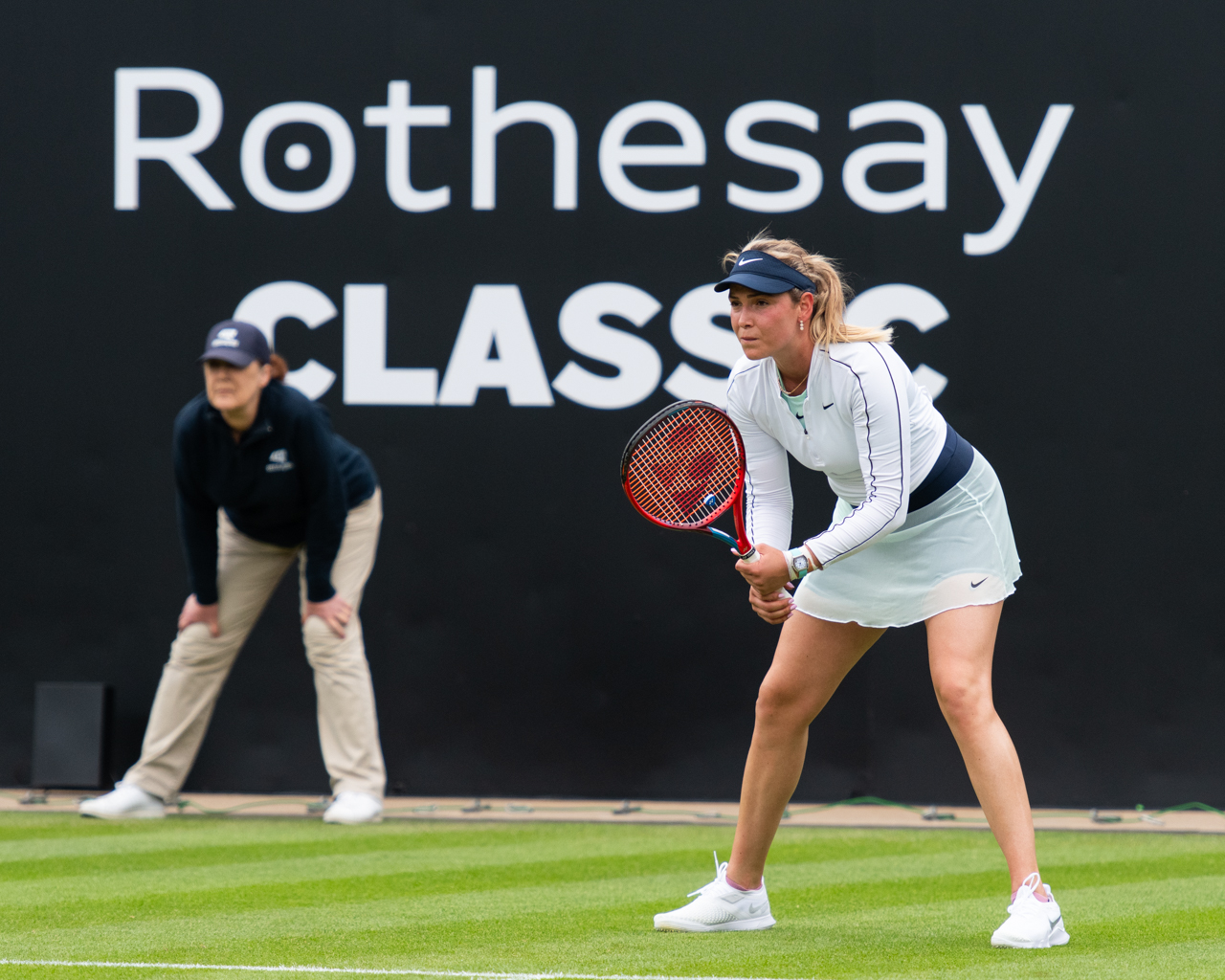
Donna Vekićová
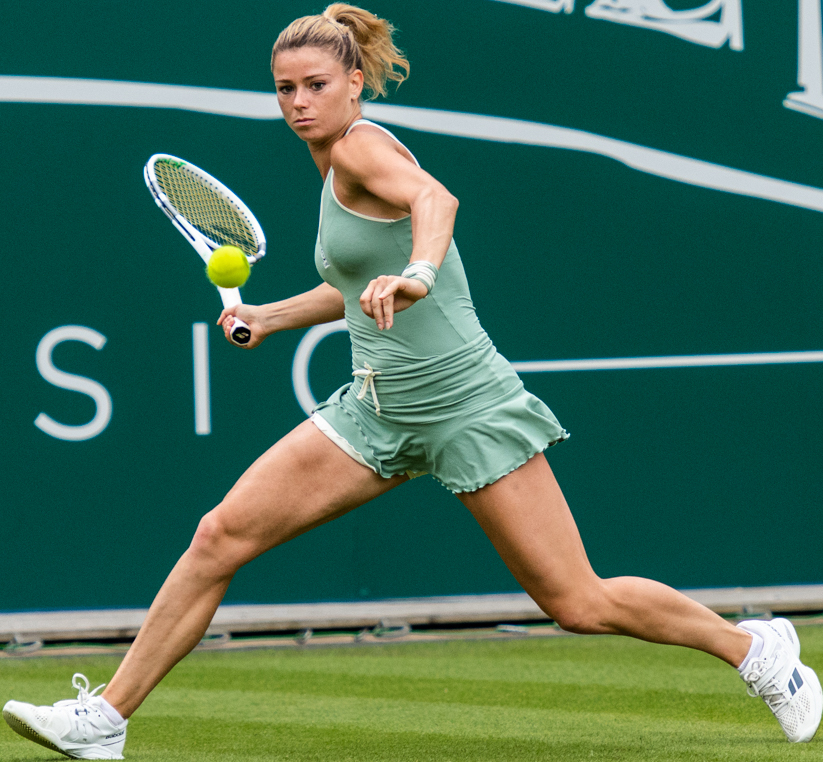
Camila Giorgiová
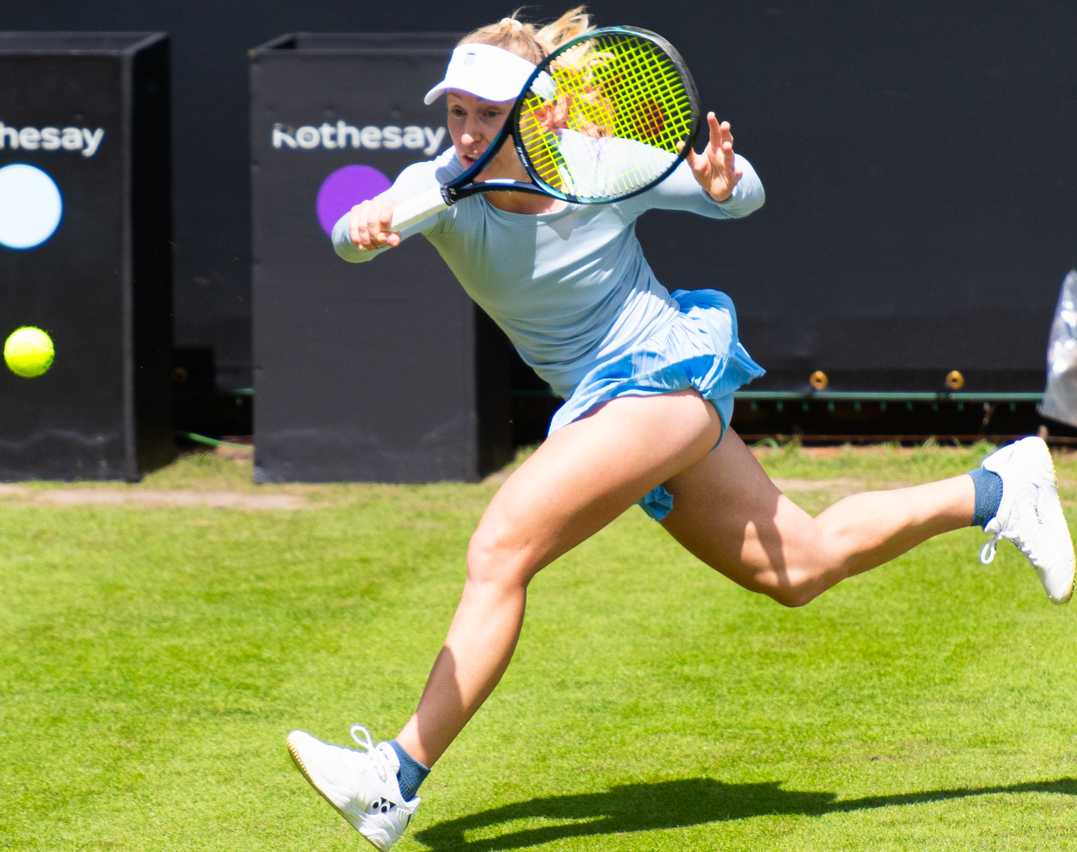
Darja Gavrilovová
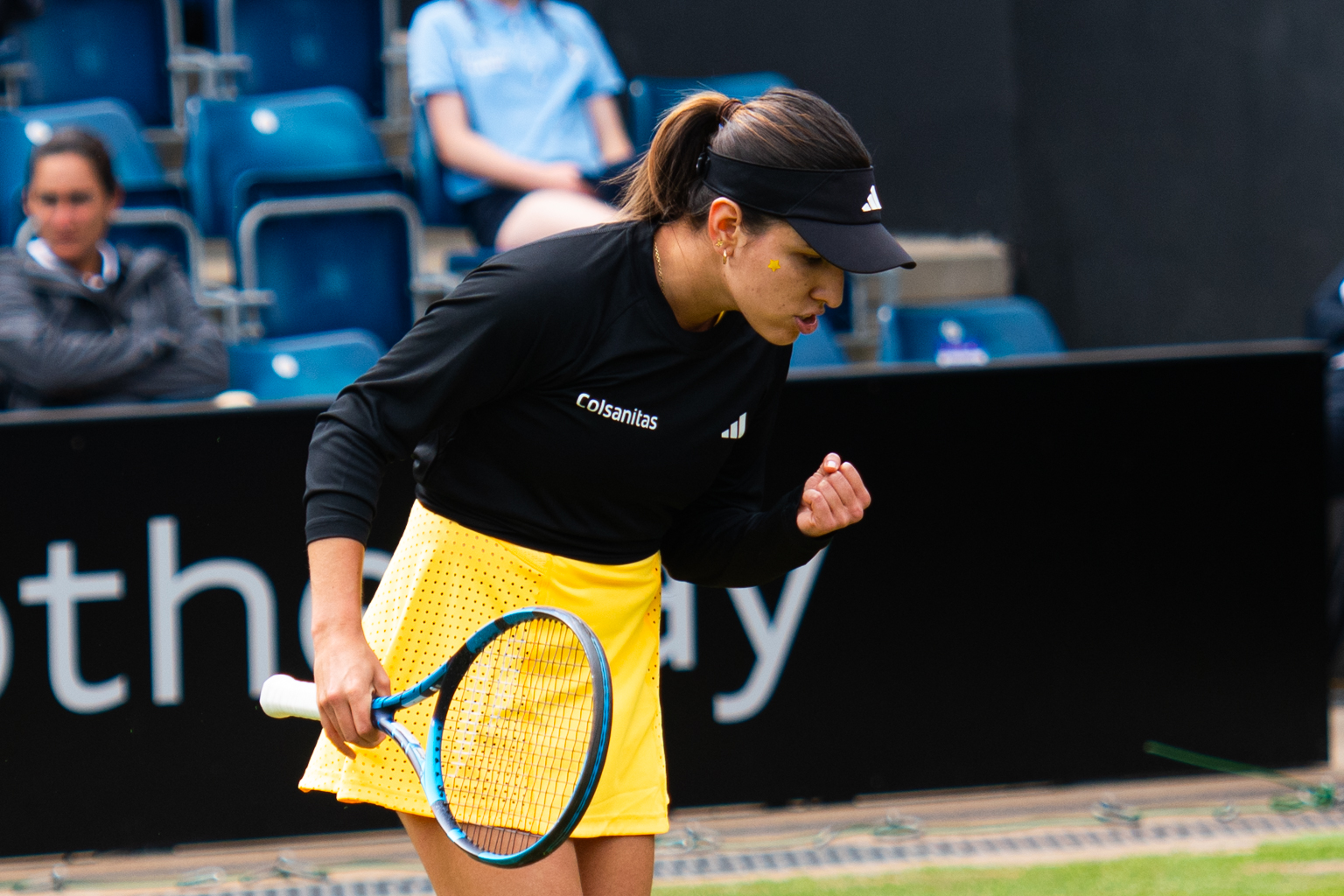
Camila Osoriová
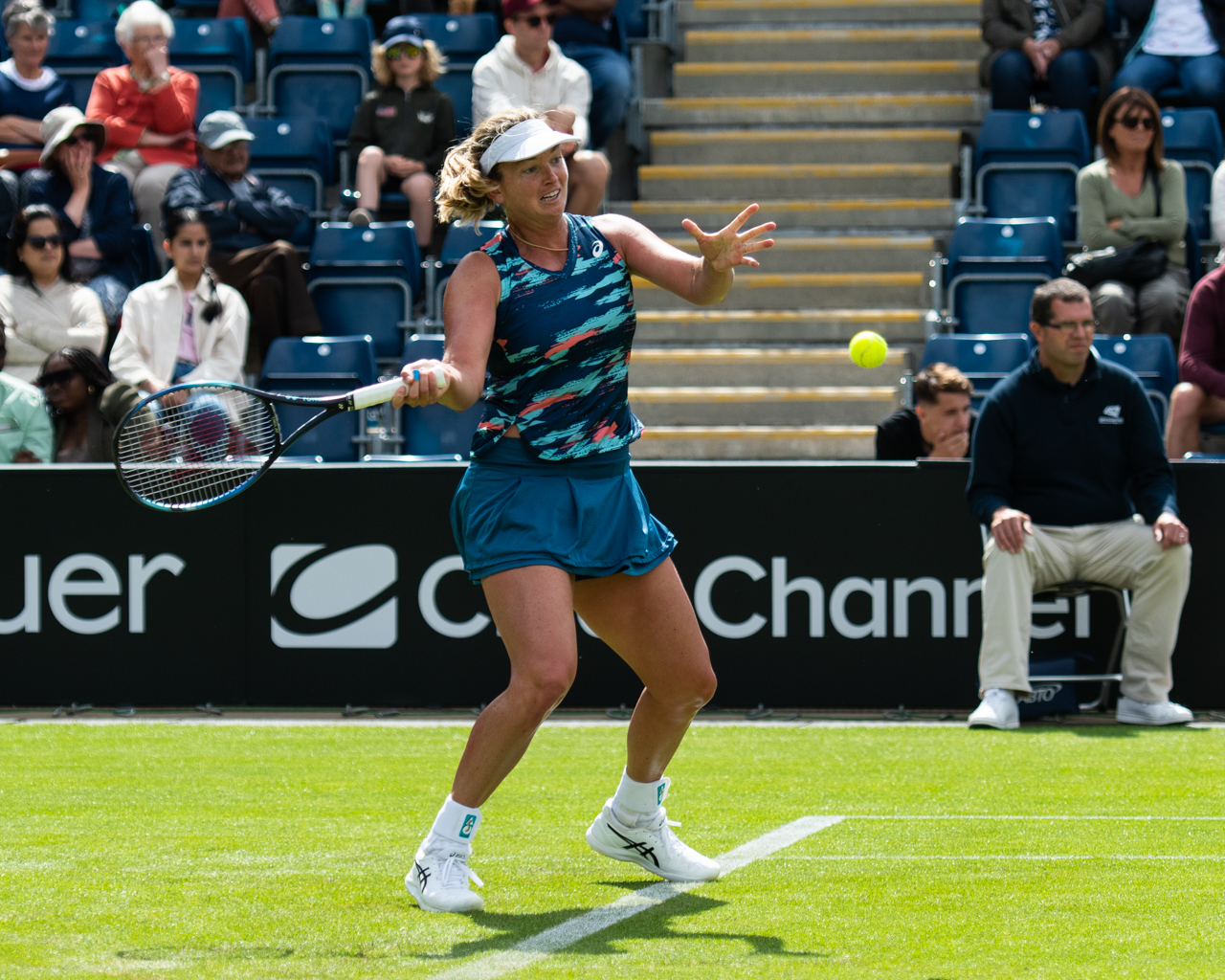
Coco Vandewegheová
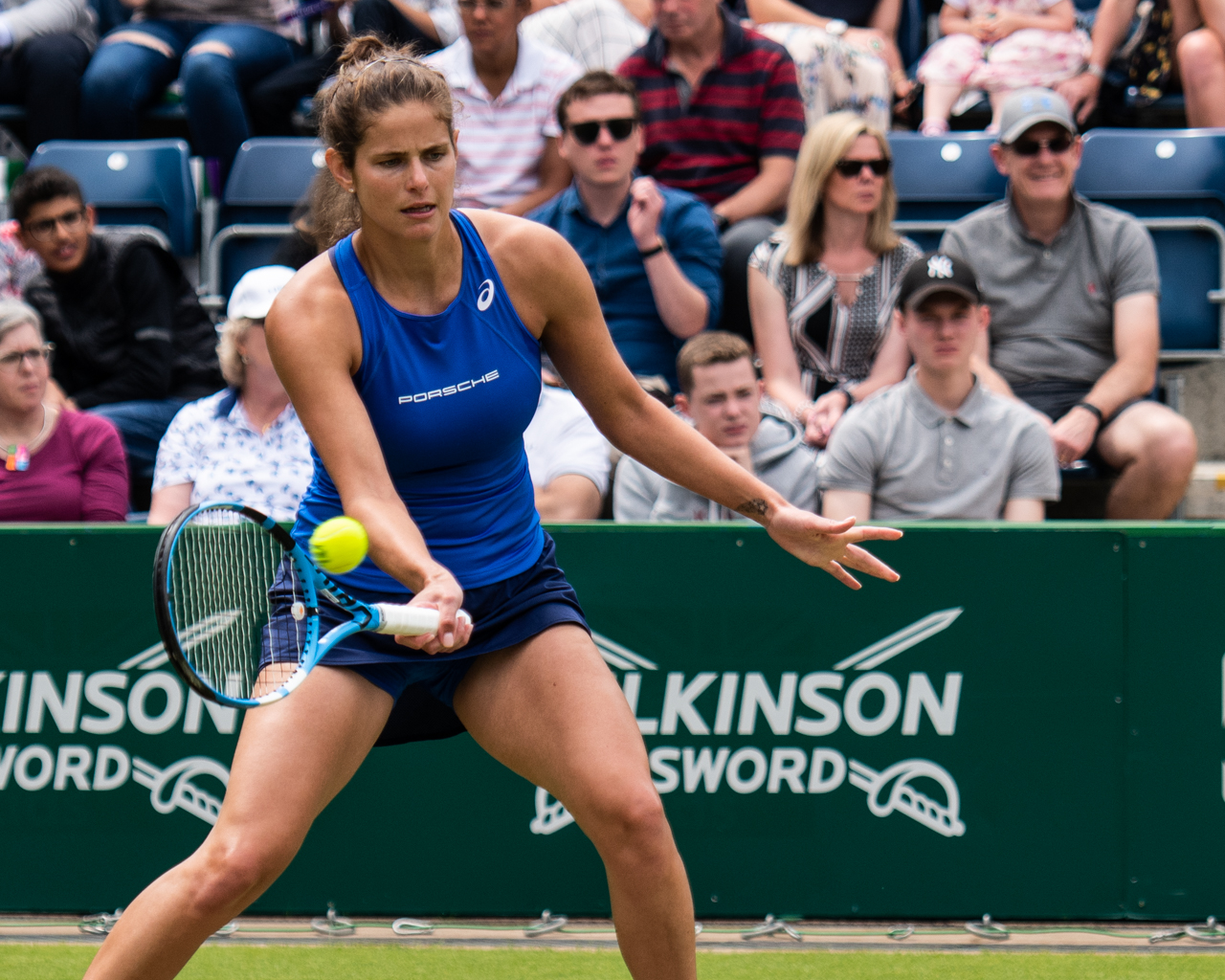
Julia Görgesová
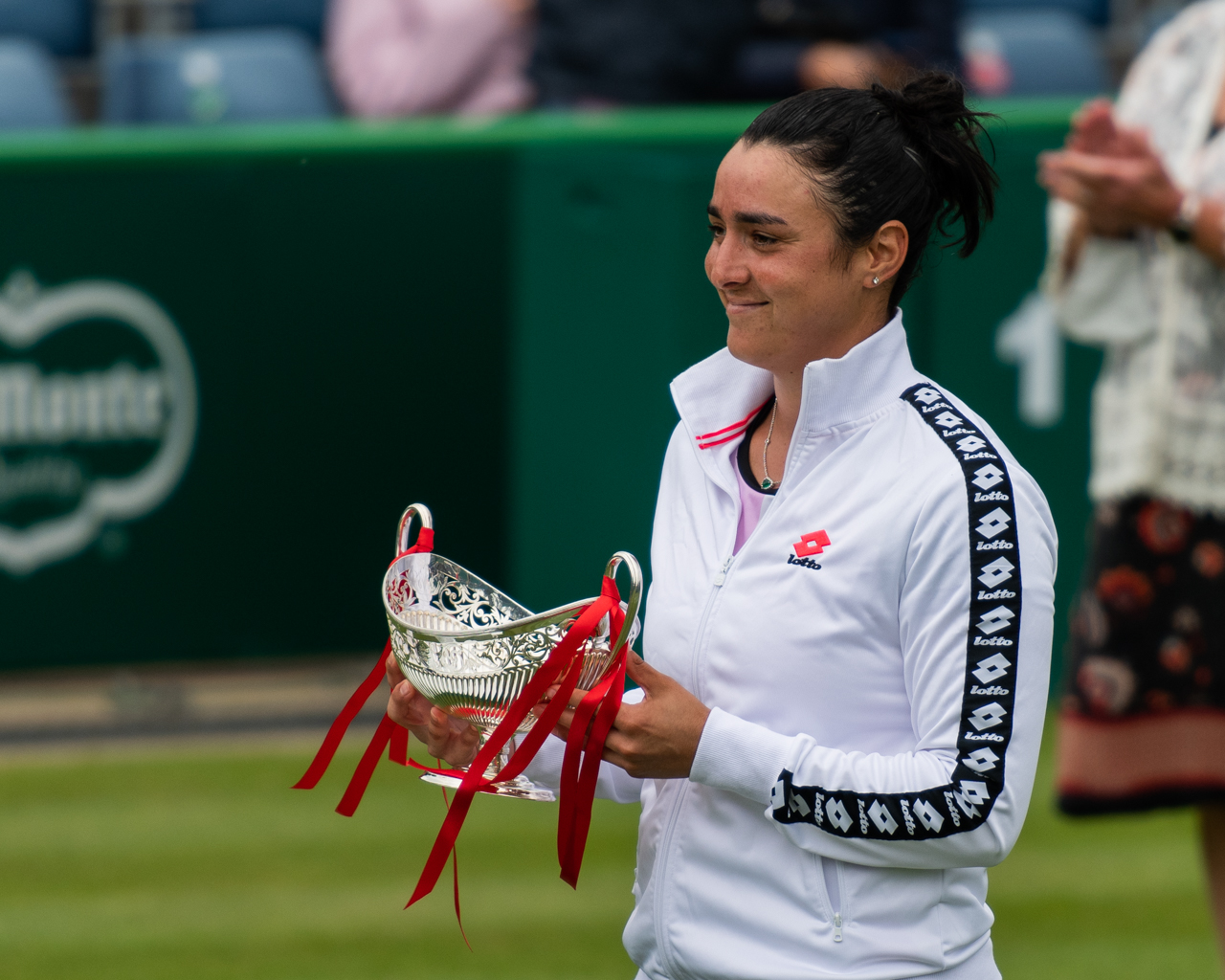
Ons Džabúrová